# Antonius Johannes Wegner
Antonius Johannes (Klaas) Wegner (Leiden, 20 september 1915 - Mauthausen, 7 september 1944) was een Engelandvaarder en geheim agent bij de Special Operations Executive tijdens de Tweede Wereldoorlog. Hij was een van de slachtoffers van het Englandspiel.

## Jeugd
Klaas Wegner was de zoon van de Haagse stukadoor Antonius Johannes Wegner (1885-1966) en de Serooskerkse huisvrouw Aagtje (Alida) Evertse (1892-1949). Hij groeide op in Den Haag. Na de echtscheiding van zijn ouders op 11 januari 1924 is zijn moeder in februari 1925 opnieuw gehuwd, met Thomas Willem Sabee. Zijn vader huwde Elisabeth Gruber en stichtte een nieuw gezin. Klaas Wegners vader onderhield nauwelijks contact met zijn oudste zoon.

## Koopvaardij
Vanaf 1929 volgde Wegner in Rotterdam een opleiding tot matroos bij de koopvaardij, onder meer op het opleidingsschip ‘De Nederlander’ (Inr.10); in oktober 1931 vertrok hij naar zee. Tussen 1933 en 1935 zat hij op zeevaartscholen in Scheveningen en op Terschelling (Maritiem Instituut Willem Barentsz). Zijn carrière lag echter niet bij de koopvaardij, want kort daarop trad hij toe tot het Garderegiment Grenadiers en Jagers. Tot het uitbreken van de oorlog was Wegner werkzaam op het ministerie van Oorlog.
Kort na de capitulatie is Klaas Wegner gehuwd met Cornelia (Corrie) Bach. Zij woonden in Den Haag. 
Begin augustus 1941 nam hij ontslag bij het toenmalige ministerie, omdat hij de sfeer er beklemmend vond door de aanwezigheid van NSB'ers en  mensen  van de WA. Met Platon, Van der Laan en luitenant Jacob Ruys vertrok hij de vierde naar het buitenland; laatstgenoemde kende hij van zijn werk.

## Engelandvaart
Het viertal wist in de buurt van Roosendaal België te bereiken en reisde door naar Brussel. Via Namen en Dinant naderden zij bij Heer-Agimont de Franse grens, waar ze overheen werden gesmokkeld naar Givet. Nadat Dijon gepasseerd was, werden zij op 8 augustus in Joncy gearresteerd en nog dezelfde dag vrijgelaten. In Mâcon (Vichy-regime) troffen ze een groep Pétain-jeugd die hen gevangen nam (10-8-1941). Onderweg naar Charlon sprongen Wegner en zijn metgezellen uit de trein en ontsnapten.
Geholpen door een boer en een priester trok de groep vanaf Bourg-en-Bresse de Jura door en bij Aix-les-Bains de Alpen in en week uit naar Zwitserland. In Genève kon het gezelschap op kosten van de consul van 13 augustus tot eind oktober verblijven, waarna zij op een invitatie van de pro-Britse Generale Staf in Luzern ingingen en de Zwitsers informatie verschaften over de Duitse troepen, vliegvelden, militaire doelen en het moreel.
Voorzien van valse papieren vertrokken zij op 22 oktober naar Fort de Bouc en vandaar naar Barcelona in Spanje. Wegner bezocht er het Nederlands consulaat en scheepte samen met Ruys in op de SS Isla Tenerife voor een reis naar Cuba. In Gibraltar werden zij op 2 november echter van boord gehaald. 
Vanaf Gibraltar voeren zij vervolgens op de MS Batory mee naar Gourock in Schotland, waar ze op 8 januari 1942 arriveerden; aan boord waren ook Louis d'Aulnis en Cees Droogleever Fortuyn. Ruim twee weken later werd Wegner in slechte conditie op de Patriotic School (RVPS) in Wandsworth ondervraagd door Oreste Pinto en Nol Wolters.

## Training bij SOE
Hij kreeg zijn training bij Special Operations Executive (SOE). Daar werd hij opgeleid tot organisator binnen het verzet in section Corry (Utrecht, Noord- en Zuid-Holland), geleid door Oom. Aanvankelijk leek hij onvoldoende geschikt als geheim agent, maar op instigatie van Dubois – die hem al langer kende – liet men hem na zijn basistraining toch toe tot het hoofdprogramma van de intensieve opleiding. In deze periode werkte hij hard aan zijn conditie door veel te zwemmen en te roeien. Na vier maanden meldden zich echter vier van zijn mede-studenten bij hun commandant, om aan te geven dat zij niet langer met Wegner wilden samenwerken, laat staan met hem op missie worden uitgezonden. Het betrof Abraham du Bois (Dubois), Cees Droogleever Fortuyn (Felders), Jan Faber (Frank) en Aat van der Giessen (Van Krimpen). Klaas Wegner stond bekend als humeurig, knorrig en ad rem en was een individualist, maar er kwamen geen negatieve opmerkingen voor  in de rapporten van zijn instructeurs. Soms gedroeg hij zich verstrooid. Het genoemde viertal twijfelde aan Wegners geschiktheid in het veld.
Tijdens de training in parachutespringen gedroeg Wegner zich opnieuw onverschillig, betweterig en zelfs arrogant; hij vond de Duitse parachutes beter dan de Britse, vertoonde weinig inzet en stelde zich oncollegiaal op. Bovendien had hij zichtbaar last van zijn enkelblessure - tijdens zijn eerste parachutetrainingen had hij zijn enkel gebroken en hij doorliep de cursus voor een tweede maal, zonder daar ruchtbaarheid aan te geven. Majoor Edwards achtte hem ongeschikt door genoemd gedrag, terwijl kolonel Munn aan dat oordeel twijfelde en Wegners zwijgen waardeerde. Edwards heeft geopperd om Wegner niet of niet meteen uit te zenden en hem tijdelijk apart te laten zetten. 

## Englandspiel
Wegner maakte deel uit van Plan Holland. Het hoofd van het SOE-codebureau, Leo Marks, had toen al enige tijd het vermoeden dat luitenant-kolonel Hermann Giskes en zijn Abwehrsectie IIIF de meeste aan  deze operatie verbonden Nederlandse SOE-agenten gevangen genomen hadden en dat de foutloze berichten vanuit Nederland, die Marks regelmatig onder ogen kreeg, door Duitse codeurs aan Bletchley Park en Grendon Underwood verzonden waren (een tragedie die later Englandspiel genoemd is en door de Duitsers zelf werd aangeduid met Operation Nordpol). Marks vroeg op 20 maart aan zijn chef, kapitein Eric Heffer, of het te laat was om te voorkomen dat Netball en twee andere agenten (Lacrosse en Gherkin) zouden worden gedropt. Desondanks moest hij drie dagen later de agenten met deze codenamen hun laatste instructie geven en verstrekte hij hun elk een stapel codegedichten.
En op 21 april zat Klaas Wegner in hetzelfde vliegtuig als Freek Rouwerd (Netball) en Ivo Uytvanck (Gherkin), alle drie op weg met een eigen missie.

## Plan Holland
In de nacht van 21 op 22 april 1943 werd Wegner bij Hoorn boven het IJsselmeer geparachuteerd en gevangen genomen door klaarstaande Nederlandse Gestapo-agenten. Na zijn eerste verhoor bracht men hem naar kamp Haaren. Op 22 november wist hij met Aat van der Giessen en Jan Jacob van Rietschoten te ontsnappen. Wegner ging langs bij de ouders van Cees Droogleever Fortuyn in Maastricht. Een vriend van hen hielp hem de grens te passeren en verschafte hem onderdak in België.
Wegner zocht daar via een SIS-agent (codenaam Marc) contact met SOE in Londen. Het verzet dacht dat de ontsnapping door de SD was bevorderd en het Waalse verzet communiceerde hierover met SOE. Daarvan is geen sprake geweest. Wegner werd in januari bij toeval opnieuw gearresteerd en aanvankelijk teruggebracht naar kamp Haaren.
Doordat de Sicherheitspolizei besloot dat de ‘Nordpol-agenten’ voortaan in een concentratiekamp in Duitsland zouden worden bewaakt, kwam hij met veel andere SOE-agenten via Assen in het Poolse Rawicz terecht. Ten gevolge van de Duitse verliezen aan het Oostfront werd Klaas Wegner uiteindelijk naar Mauthausen verplaatst, waar hij in een grote groep werd geëxecuteerd.
De Duitse geheime diensten kwamen Van der Giessen en Van Rietschoten pas in april op het spoor nadat zij waren verraden door dubbelspion en latere kompaan van Bernhard van Lippe-Biesterfeld, Christiaan Lindemans. Zij zijn op 5 mei 1944 opgepakt toen zij via Zeeland met een grote hoeveelheid spionagemateriaal op film terug naar Engeland probeerden te keren. Op 10 juni 1944 zijn zij in opdracht van Erich Deppner bij kamp Haaren 'op de vlucht' gefusilleerd.

## Onderscheidingen
Voor zijn Engelandvaart en zijn werk voor SOE en Bureau Bijzondere Opdrachten werd Wegner met de volgende decoraties onderscheiden.
- Bronzen Kruis, postuum, K.B. no.33 van 2-5-1953 (inlichtingendienst), (2e toekenning) toelichting:[47][48][49]

Dienstplichtig Sergeant van het Wapen der Infanterie, gedetacheerd bij het Bureau Bijzondere Opdrachten
- Kruis van Verdienste K.B. no.4 van 3 september 1942 (inlichtingendienst), toelichting:[50][51]

Nederland - voorbereiden en uitvoeren plan tot ontsnapping uit bezet Nederland en na vele moeilijkheden Engeland bereikt.